# Ebersheim
Ebersheim (Elzassisch: Awersche) is een gemeente in het Franse departement Bas-Rhin (regio Grand Est). De gemeente maakt deel uit van het arrondissement Sélestat-Erstein. Ebersheim telde op 1 januari 2022 2.295 inwoners. 

## Geografie
De oppervlakte van Ebersheim bedroeg op 1 januari 2022 13,66 vierkante kilometer; de bevolkingsdichtheid was toen 168 inwoners per km². 

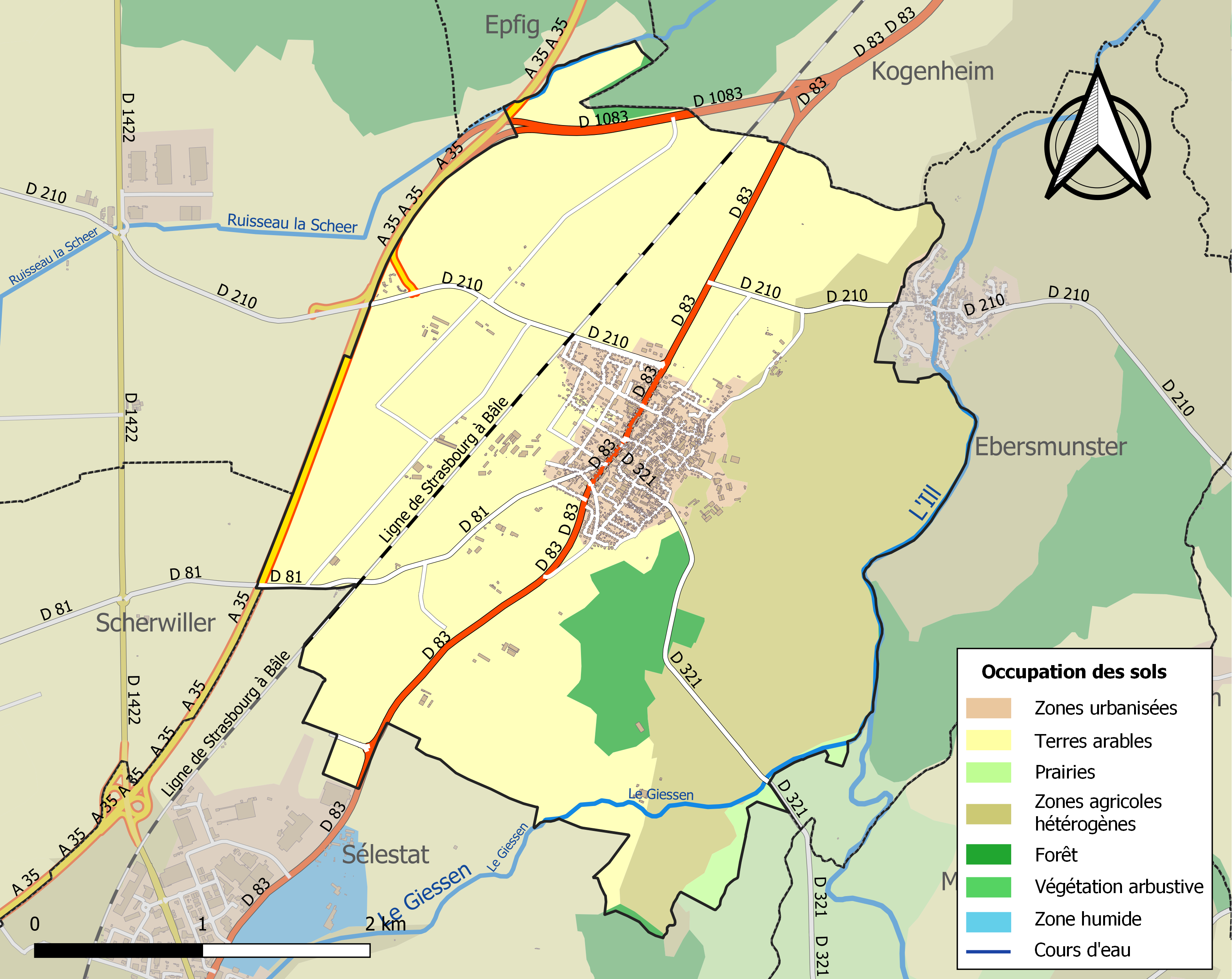
Kaart van de gemeente met de belangrijkste infrastructuur, bodemgebruik en omliggende gemeenten

## Demografie
Onderstaande figuur toont het verloop van het inwonertal (bron: INSEE-tellingen).

## Verkeer en vervoer
In de gemeente staat het spoorwegstation Ebersheim.

## Afbeeldingen

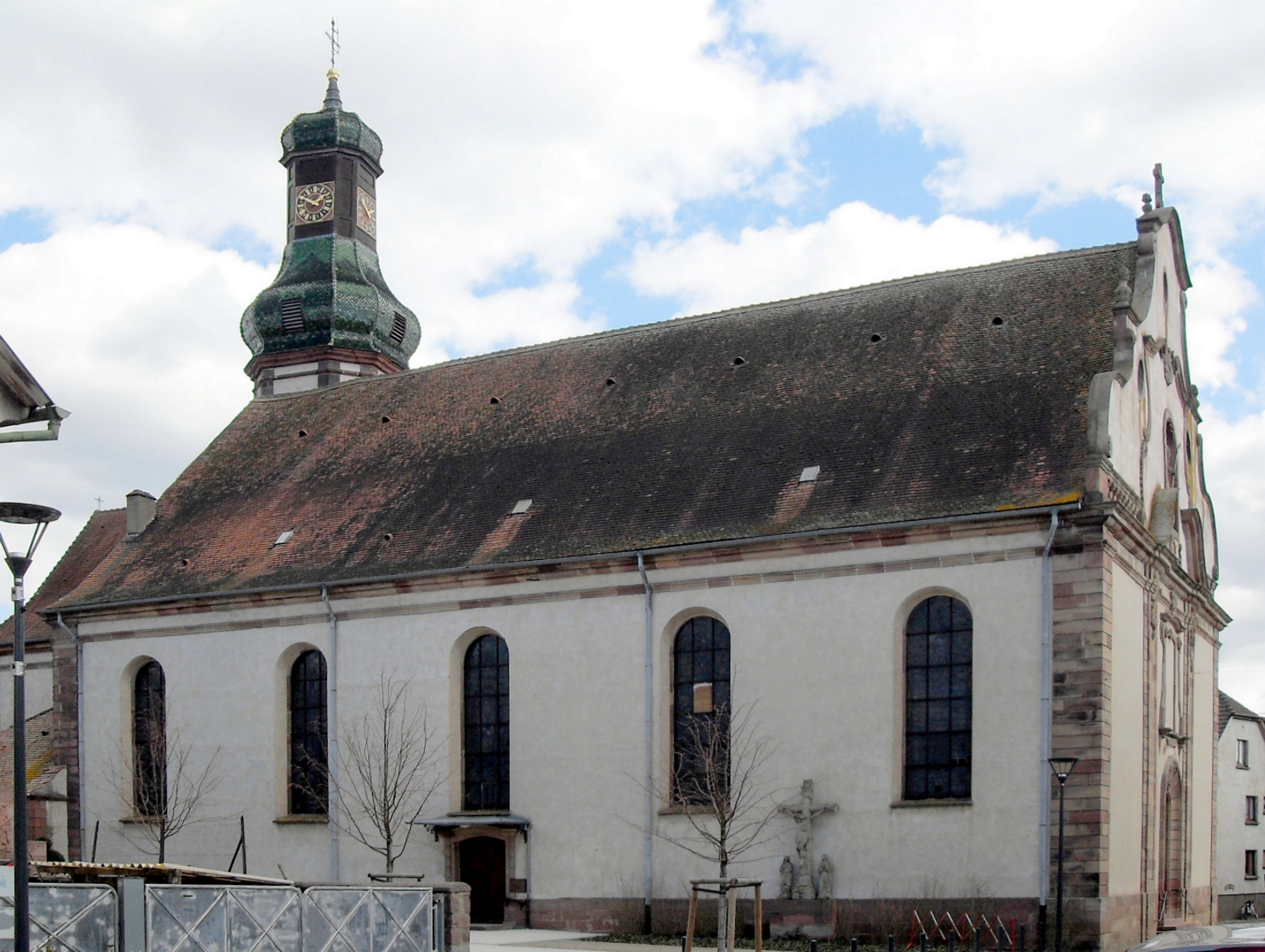
Église Saint-Martin
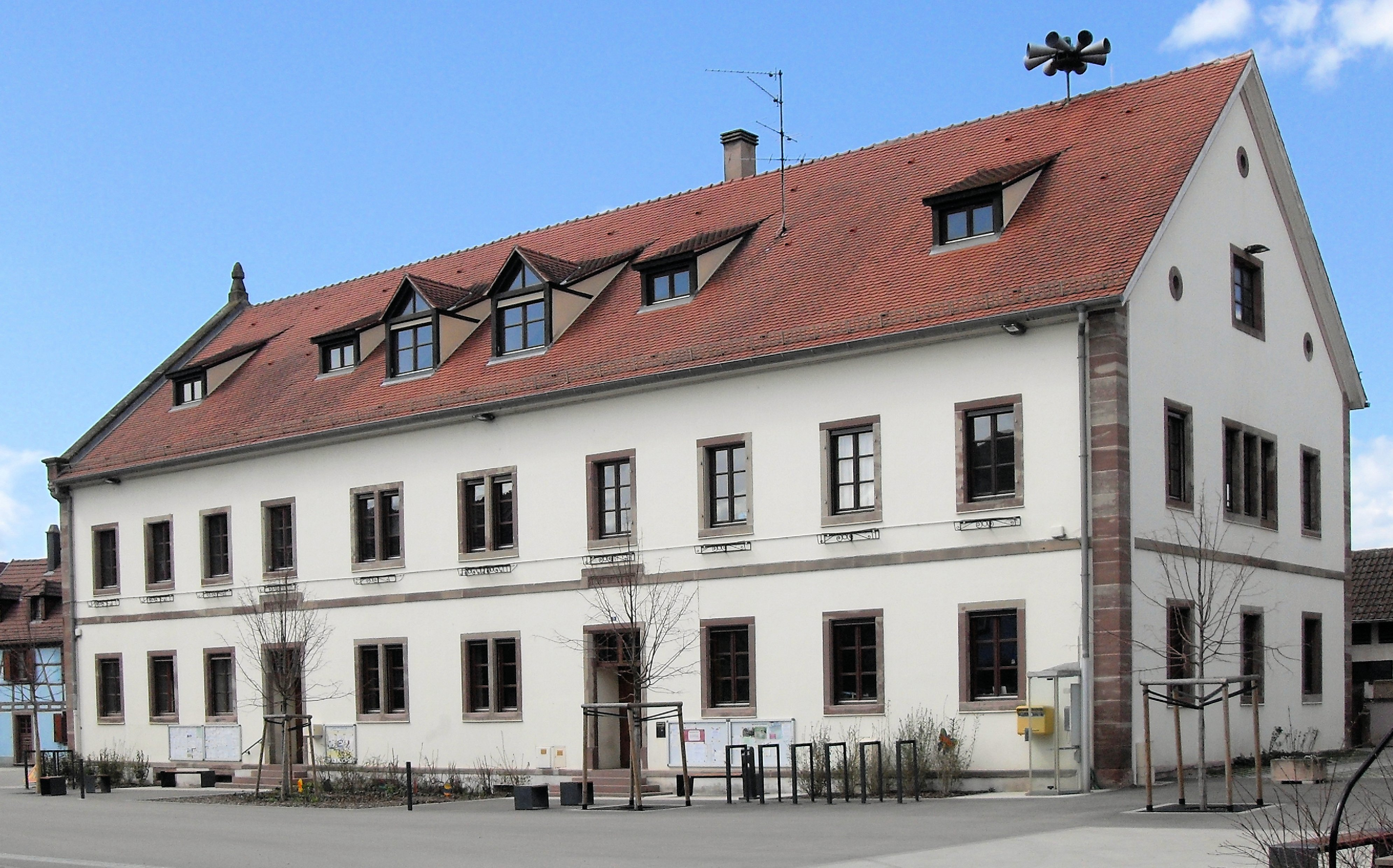
Gemeentehuis
Wapen